# بينغت فريدريك فرايز
بينغت فريدريك فرايز (بالسويدية: Bengt Fries)‏ هو عالم حشرات وعالم طيور سويدي، ولد في 24 أغسطس 1799 في  في السويد، وتوفي في 7 أبريل 1839 في Adolf Fredriks parish ‏ في السويد.